# Numerus
Numerus (ung. antalsform) är en grammatisk böjningskategori. Den används i första hand för substantiv och pronomina, men ordet kan också användas om böjningskategorier hos ord av andra ordklasser som kongruensböjs med substantiven i aktuell kategori. I modern svenska finns (främst) två grammem i numerus: singularis och pluralis.

## Vanliga former

### Svenska
Modern svenska har två numerus. Det är singularis som ofta är omarkerad och innebär ental, och pluralis som ofta markeras med suffix och som innebär flertal (två eller flera).
Svenskan har utvecklats ur ett språk som hade skilda former i singular, dualis och plural. Undan för undan sammanföll dualis- och pluralformerna, men i fornsvenskan skilde man fortfarande exempelvis på vit ("vi två") och vir eller vi ("vi tre eller flera"). Den moderna svenskan innehåller rester av dualisböjning – formerna ögon och öron – men de fungerar idag som pluralformer. Däremot fungerar det separata ordet "båda" semantiskt som om det hade varit en suppletiv dualisform av ordet "alla". Med andra ord väljer man ordet "båda" i stället för "alla" i sådana sammanhang där ordet syftar på två av något.
I modern svenska numerusböjs substantiv, adjektiv och vissa pronomen, mest medelst skilda ändelser, men i några fall genom fullständigt byte av ordstam. Fram till ungefär år 1950 numerusböjdes också verb i skriftspråket. Undan för undan har den produktiva användningen av separata finita verbformer i plural ersatts av singularformerna, så att de nu nästan bara används i exempelvis bevarade äldre uttryck, sånger och texter, samt delvis i vissa dialekter (som i de egentliga dalmålen) och i mindre ändringar av vissa äldre texter, för att inte införa språklig inkonsekvens.

### Australiska språk
I australiska språk fordras ingen markering av flertal, men grammemet plural finns ändå i substantiv, och används när man vill betona att där finns flera av något. Grammemet singular betecknar ett ospecificerat antal, men kallas ändå konventionellt “singular” i australiska grammatikor. Australiska pronomina har grammemen singular, dual och plural.

## Dualis, trialis och kvadralis
I en del språk finns särskilda numerusformer för något av antalet två, tre respektive fyra. Dessa benämns oftast dualis, trialis respektive kvadralis.

### Dualis
Dualis (tvåtal), ibland dual, är ett grammatiskt numerus för två subjekt eller objekt. Några språk med dualisformer är arabiska, iriska, samiska, sanskrit, slovenska och sorbiska.
I modern ryska är dualis avskaffat, men vissa rester hänger fortfarande kvar i kvantitetsuttryck. Efter räkneordet один/одна/одно (en/ett) står substantiv i formen nominativ singularis, efter räkneorden два/две (två), три (tre) och четыре (fyra) står de i genitiv singularis och efter övriga räkneord står de i genitiv pluralis. I det polska språket förekommer också dualis i vissa fall.
I de arabiska, iriska, samiska slovenska och sorbiska språken förekommer dualis som levande delar av språken.
I fornisländska var við och þið dualis av "vi" resp. "ni", medan vér och þér var pluralis. I modern isländska är við och þið pluralis medan vér och þér är arkaiserande pluralis.
Exempel på rester av dualis som fortfarande lever kvar i svenskan är öron och ögon, som idag är pluralis. Ett levande dualisinslag kan distinktionen mellan båda eller bägge (två) och alla (fler än två eller okänt antal) sägas vara. Ingendera (av två möjliga) är också en levande dualisform.
I engelska språket förekommer också vissa levande dualinslag; dessa är both istället för all (båda/alla), either istället för any (någon, vilken som helst), och neither istället för none (ingen).

### Trialis
Trialis (tretal) är en numerusvariant för ord som relaterar till mängden tre. Trialis förekommer endast i vissa språk; ett exempel är fiji.

### Kvadralis och paukalis
Vissa lingvister identifierar även numerusformer för antalet fyra, kallat för kvadralis. Annars beskrivs detta ofta under kategorin paukalis, som utgör ett fåtal, där referenterna är fler än en, men färre än vad som på språket uppfattas som många

## Nollplural, Singulare tantum och plurale tantum
Ett substantiv har nollplural om dess obestämda pluralform är identisk med dess singularform. Nollplural är vanligt i germanska språk, och återfinns i svenskan främst hos ord med neutrumgenus som slutar på konsonant, och hos ord med utrumgenus med ändelsen -are, -ier eller -iker.
Exempel: ett hus, flera hus; en arbetare, flera arbetare; en indier flera indier; en fysiker flera fysiker.
Inom morfologin markeras nollplural med nollmorfemet -Ø. Alltså, flera arbetare-Ø, flera röd-a hus-Ø.
Närliggande begrepp är singulare tantum (ord som enbart förekommer i singular) och plurale tantum (ord som enbart förekommer i plural). Begreppen är dock inte identiska med nollplural, då de antyder att den ena numerusformen saknas för ett ord, medan nollplurala ord har båda numerusformerna (emellertid identiska med varandra).
På svenska är dessa ord nästan alltid oräkneliga substantiv. Vissa oräkneliga substantiv kan alternativt användas som räkneliga substantiv med betydelsen ”en typ av”, vilket i plural betyder ”mer än en typ av” (exempelvis ordet styrka är oräkneligt i meningen Styrka är effekt men kan användas som ett kvantifierbart substantiv med betydelsen typ av styrka som i meningen Mina styrkor är fysik och kemi). Vissa ord – särskilt egennamn, som det fullständiga namnet på en individ – är nästan alltid i singular eftersom endast ett exempel existerar med substantivets betydelse.
På svenska är orden information, smuts och kaffe exempel på singulare tantum. På svenska är orden glasögon, kläder, inälvor och genitalier exempel på plurale tantum. Många andra språk har andra plurale tantum, såsom det latinska ordet kalendae och det ryska ordet деньги den'gi ”pengar”. På engelska är scissors (”saxar”) exempel på plurale tantum.

## Andra varianter
Pluralis modestiæ är latin för anspråkslöshetspluralis och avser en författares bruk av plural (vi i stället för jag eller du). Det kan till exempel användas av en föreläsare som inkluderar publiken i vi-et, till exempel ”Vi ser nu hur...” eller av läkare i konstruktioner som ”Hur mår vi i dag?”.
Kollektiv är benämningen på ord som står i singularis men syftar på ett flertal.
Pluralis majestatis är en pluralform för något som i grund är ental. Begreppet har fått namn av situationen där en kung talar om sig själv som vi.
Fler varianter har namn som paralis, pluralis auctoris (juridiskt numerus), singularis materialis, singulalit och sortplural.